# 马塔德亚尔坎塔拉
马塔德亚尔坎塔拉，是西班牙埃斯特雷马杜拉卡塞雷斯省的一个市镇。总面积34平方公里，总人口357人（2001年），人口密度11人/平方公里。